# Маваяна (мова)
Маваяна (Mahuayana), також відома як мапідіанська (Maopidyán) — аравацька мова на півночі Південної Америки. Знаходиться на межі вимирання. Раніше нею говорило плем'я маваяна, що живуть в селах Вай-Вай і Тірійо в Бразилії, Гаяні та Суринамі. Станом на 2015 рік останні два носії цієї мови проживають у Квамаласамуту.

## Класифікація
Aikhenvald (1999) перераховує маваяну (і, можливо, маваква як діалект) разом із вапішаною під Ріо-Бранко (північний аравак) гілкою аравацької родини. Carl-in (2006) зазначає, що маваяна «тісно пов'язана з вапішаною» і згідно з Ramirez (2001) вони мають спільний принаймні 47 % їхньої лексики.

## Фонологія
Маваяна має серед приголосних два імплозиви, /ɓ/ та /ɗ/, а також фонема, описана як «ретрофлексний фрикативізований ротичний», представлена ⟨rž⟩, що також пристуня у вапішані. Система голосних містить чотири голосні (/i-e, a, ɨ, u-o/), кожен із яких має назалізований відповідник.

### Приголосні
|              |              | Губні | Альвеолярні | Середньопіднебінні | Задньоязикові | Глотальні |
| ------------ | ------------ | ----- | ----------- | ------------------ | ------------- | --------- |
| Проривні     | звичайні     |       | t           | ʧ                  | k             | ʔ         |
| Проривні     | імплозивні   | ɓ     | ɗ           | ɗʲ                 |               |           |
| Фрикативні   | Фрикативні   |       |             | ʃ                  |               |           |
| Ротичні      | Ротичні      |       | ɾ           |                    |               |           |
| Носові       | Носові       | m     | n           |                    |               |           |
| Напівголосні | Напівголосні |       |             | j                  | w             |           |

### Голосні
Голосні фонеми маваяни:
|                | Передні | Середні | Задні |
| -------------- | ------- | ------- | ----- |
| Високі         | i       | ɨ       | u ~ o |
| Високо-середні | e       |         | u ~ o |
| Низькі         |         | a       |       |

Голосні мають носовий і довготний контраст.

## Морфологія
|         | Одн.         | Мн.      |
| ------- | ------------ | -------- |
| 1       | n-/m- -na    | wa- -wi  |
| 2       | ɨ-/i- -i     | ɨ- -wiko |
| 3       | ɾ(ɨ/iʔ)- -sɨ | na- -nu  |
| 3 refl. | a-           |          |
| тематичні  | -ta, -ɗa, -ɓa |
| теперішні  | -e            |
| обопільні  | -(a)ka        |
| ад'єктивні | -ɾe, -ke      |

## Морфосинтаксис
Маваяна має полісинтетичну морфологію, головним чином позначення голови та суфікси, хоча є займенникові префікси. Вербальні аргументи індексуються на дієслові через суфікси підмета на неперехідних дієсловах, тоді як префікси агента та суфікси об'єкта на перехідних дієсловах. Carlin (2006)
n-kataba-sï
1A-grab.PST-3O
'Я схопив його.'
tõwã-sï
sleep.PST-3S
'Він заснув.'
1PN
when-1S
die
NEG-COMPL
mawayana
'Коли я помру, Маваяни не залишиться взагалі.'